# ISO 3166-2:LT
ISO 3166-2:LT è uno standard ISO che definisce i codici geografici delle suddivisioni della Lituania; è un sottogruppo dello standard ISO 3166-2.
Sono stati assegnati codici per le dieci contee e i 60 comuni del paese; essi sono formati da LT- (sigla ISO 3166-1 alpha-2 dello Stato), seguito da due lettere.

## Codici

### Contee
| Codice | Contea      |
| ------ | ----------- |
| LT-AL  | Alytus      |
| LT-KU  | Kaunas      |
| LT-KL  | Klaipėda    |
| LT-MR  | Marijampolė |
| LT-PN  | Panevėžys   |
| LT-SA  | Šiauliai    |
| LT-TA  | Tauragė     |
| LT-TE  | Telšiai     |
| LT-UT  | Utena       |
| LT-VL  | Vilnius     |

### Comuni
| Codice | Contea       | Tipologia           | Contea      |
| ------ | ------------ | ------------------- | ----------- |
| LT-01  | Akmenė       | comune distrettuale | Šiauliai    |
| LT-02  | Alytus       | comune urbano       | Alytus      |
| LT-03  | Alytus       | comune distrettuale | Alytus      |
| LT-04  | Anykščiai    | comune distrettuale | Utena       |
| LT-05  | Birštonas    | comune              | Kaunas      |
| LT-06  | Biržai       | comune distrettuale | Panevėžys   |
| LT-07  | Druskininkai | comune              | Alytus      |
| LT-08  | Elektrėnai   | comune              | Vilnius     |
| LT-09  | Ignalina     | comune distrettuale | Utena       |
| LT-10  | Jonava       | comune distrettuale | Kaunas      |
| LT-11  | Joniškis     | comune distrettuale | Šiauliai    |
| LT-12  | Jurbarkas    | comune distrettuale | Tauragė     |
| LT-13  | Kaišiadorys  | comune distrettuale | Kaunas      |
| LT-14  | Kalvarija    | comune              | Marijampolė |
| LT-15  | Kaunas       | comune urbano       | Kaunas      |
| LT-16  | Kaunas       | comune distrettuale | Kaunas      |
| LT-17  | Kazlų Rūda   | comune              | Marijampolė |
| LT-18  | Kėdainiai    | comune distrettuale | Kaunas      |
| LT-19  | Kelmė        | comune distrettuale | Šiauliai    |
| LT-20  | Klaipėda     | comune urbano       | Klaipėda    |
| LT-21  | Klaipėda     | comune distrettuale | Klaipėda    |
| LT-22  | Kretinga     | comune distrettuale | Klaipėda    |
| LT-23  | Kupiškis     | comune distrettuale | Panevėžys   |
| LT-24  | Lazdijai     | comune distrettuale | Alytus      |
| LT-25  | Marijampolė  | comune distrettuale | Marijampolė |
| LT-26  | Mažeikiai    | comune distrettuale | Telšiai     |
| LT-27  | Molėtai      | comune distrettuale | Utena       |
| LT-28  | Neringa      | comune              | Klaipėda    |
| LT-29  | Pagėgiai     | comune              | Tauragė     |
| LT-30  | Pakruojis    | comune distrettuale | Šiauliai    |
| LT-31  | Palanga      | comune urbano       | Klaipėda    |
| LT-32  | Panevėžys    | comune urbano       | Panevėžys   |
| LT-33  | Panevėžys    | comune distrettuale | Panevėžys   |
| LT-34  | Pasvalys     | comune distrettuale | Panevėžys   |
| LT-35  | Plungė       | comune distrettuale | Telšiai     |
| LT-36  | Prienai      | comune distrettuale | Kaunas      |
| LT-37  | Radviliškis  | comune distrettuale | Šiauliai    |
| LT-38  | Raseiniai    | comune distrettuale | Kaunas      |
| LT-39  | Rietavas     | comune              | Telšiai     |
| LT-40  | Rokiškis     | comune distrettuale | Panevėžys   |
| LT-41  | Šakiai       | comune distrettuale | Vilnius     |
| LT-42  | Šalčininkai  | comune urbano       | Šiauliai    |
| LT-43  | Šiauliai     | comune distrettuale | Šiauliai    |
| LT-44  | Šiauliai     | comune distrettuale | Tauragė     |
| LT-45  | Šilalė       | comune distrettuale | Klaipėda    |
| LT-46  | Šilutė       | comune distrettuale | Vilnius     |
| LT-47  | Širvintos    | comune distrettuale | Klaipėda    |
| LT-48  | Skuodas      | comune distrettuale | Marijampolė |
| LT-49  | Švenčionys   | comune distrettuale | Vilnius     |
| LT-50  | Tauragė      | comune distrettuale | Tauragė     |
| LT-51  | Telšiai      | comune distrettuale | Telšiai     |
| LT-52  | Trakai       | comune distrettuale | Vilnius     |
| LT-53  | Ukmergė      | comune distrettuale | Vilnius     |
| LT-54  | Utena        | comune distrettuale | Utena       |
| LT-55  | Varėna       | comune distrettuale | Alytus      |
| LT-56  | Vilkaviškis  | comune distrettuale | Marijampolė |
| LT-57  | Vilnius      | comune urbano       | Vilnius     |
| LT-58  | Vilnius      | comune distrettuale | Vilnius     |
| LT-59  | Visaginas    | comune              | Utena       |
| LT-60  | Zarasai      | comune distrettuale | Utena       |